# シュフラン (戦艦)
|          | |
| 艦歴     | |
| 発注     | ブレスト海軍造船所 |
| 起工     | 1899年1月5日 |
| 進水     | 1899年7月25日 |
| 就役     | 1904年2月3日 |
| 退役     | |
| その後   | 1916年11月26日に戦没 |
| 除籍     | |
| 前級     | イエナ |
| 次級     | レピュブリク級 |
| 性能諸元 | |
| 排水量   | 常備：12,750トン |
| 全長     | 128.8m 124.0m（水線長） |
| 全幅     | 21.4m |
| 吃水     | 8.4m |
| 機関     | ニクローズ式石炭専焼水管缶24基 ＋直立式三段膨張式レシプロ機関3基3軸推進 |
| 最大出力 | 16,700hp |
| 最大速力 | 18.0ノット |
| 航続距離 | |
| 燃料     | 石炭：725トン（常備）、1,120トン（満載） |
| 乗員     | 730名 |
| 兵装     | カネー 1893-1896年型 30.5cm（40口径）連装砲2基 カネー 1893年型 16.4cm（45口径）単装速射砲10基 カネー 1892年型 10cm（45口径）単装速射砲8基 オチキス 4.7cm（43口径）単装機砲22基 オチキス 3.7cm（23口径）五連装回転式機砲2基 45cm水上魚雷発射管単装2門 45cm水中魚雷発射管単装2門 |
| 装甲     | ニッケル鋼 舷側：152～287mm（水線部）、87mm（艦首尾部） 甲板：70mm（主甲板） 主砲塔：325mm（最厚部） 主砲バーベット：279mm 副砲塔：152mm（最厚部） 副砲ケースメイト：152mm（最厚部） 司令塔：305mm（最厚部）                                                                   |

シュフラン (cuirassé Suffren) は、フランス海軍の前弩級戦艦。同型艦はない。艦名はピエール・アンドレ・ド・シュフラン・ド・サントロペ提督にちなむ。

## 艦形について

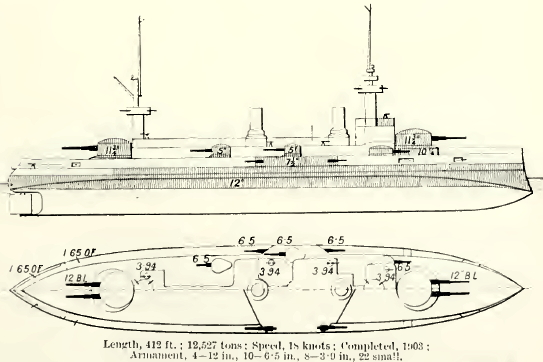
本艦の武装・装甲配置を示した図。

船体形状は前型に引き続き平甲板型船体を採用しており、大西洋での作戦時での凌波性を良くするために乾舷を高く取られている。艦首水面下には未だ衝角（ラム）が付いている。
主砲は「1893-1896年型 30.5cm（40口径）砲」を楕円筒形の連装砲塔に収めて1基を配置、司令塔を組み込んだ操舵艦橋、単脚式の前部ミリタリー・マスト、船体中央部の2本煙突は前よりに配置されており、煙突の周囲は艦載艇置き場となっており、船体中オブに片舷2基ずつのクレーンにより運用された。
左右甲板上には16.4cm速射砲を椀を伏せたような形状の単装砲塔に収め3基ずつ計6基と、単装砲架で船体中央部に2基で計5基を搭載していた。後部甲板上に後部ミリタリー・マストが立ち、その後に2番主砲塔が後ろ向きに1基配置された。

### 主砲、その他備砲、水雷兵装等

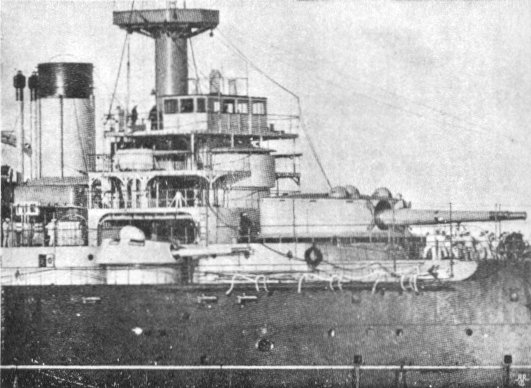
本艦の主砲塔周辺。

主砲は前級に引き続き「1893-1896年型 30.5cm（40口径）砲」である。その性能は重量349kgの主砲弾を仰角15度で12,000mまで届かせられる性能を持っているこの砲を楕円筒型の連装砲塔に収めた。砲塔の俯仰能力は仰角15度・俯角5度である。旋回角度は単体首尾線方向を0度として左右150度の旋回角度を持つ、主砲身の俯仰・砲塔の旋回・砲弾の揚弾・装填は主に電気で行われ、補助に人力を必要とした。発射速度は毎分1発であった。
本級の副砲は新設計の「1893年型 16.4cm（45口径）速射砲」を採用した。その性能は重量52kgの砲弾を仰角25度で主砲の射程を凌駕する15,400mまで届かせられる性能を持っているこの砲を単装式の副砲塔で装備した。俯仰能力は仰角25度・俯角10度である。旋回角度は砲塔は舷側方向を0度として左右150度の旋回角度を持っていた。砲身の俯仰・砲塔の旋回・砲弾の揚弾・装填は主に電気で行われ、補助に人力を必要とした。発射速度は毎分3発であった。
他に、対水雷艇用に「カネー 1892年型 10cm（45口径）速射砲」を単装砲架で8基を、4.7cm（43口径）単装機砲を22基、3.7ｃm（23口径）五連装ガトリング砲を2基、45cm魚雷発射管を水上に2基、水線部に2基を装備した。

## 艦歴
「シュフラン」はブレスト工廠で起工し、1904年2月3日に就役した。

### 第一次世界大戦
1914年9月26日、「シュフラン」と戦艦「ヴェリテ」は、巡洋戦艦「ゲーベン」および巡洋艦「ブレスラウ」の地中海への進出阻止のためにダーダネルス海峡を封鎖しているイギリス艦隊を支援するためダーダネルスへ行くよう命じられた。11月3日、2隻のフランス戦艦は、ダーダネルス海峡入り口のオスマン帝国軍要塞を砲撃するイギリス艦隊に合流した。フランス軍によるわずか11分間の砲撃はほとんど損害を与えなかったが、この攻撃はオスマン帝国軍に防備の強化が必要だと気づかせることになった。11月16日、「シュフラン」は修理のためトゥーロンへと向かった。
「シュフラン」は1915年1月9日にダーダネルスに戻り、4隻のフランス戦艦からなる戦隊の旗艦となった。2月19日、「シュフラン」は海峡アジア側のKum Kaleの要塞を砲撃した。戦艦「ブーヴェ」が無線で砲撃の修正のための情報を「シュフラン」に送り、戦艦「ゴーロア」はオスマン帝国軍の砲撃を沈黙させる役目を担った。同日遅く、海峡アジア側のOrhaniye Tepeの要塞を砲撃していたイギリス戦艦「ヴェンジャンス」が要塞に接近し、激しい砲撃を受け始めた。イギリス巡洋戦艦「インフレキシブル」が、「ヴェンジャンス」を退避させるために沿岸砲を沈黙させようとしたが失敗した。そのため、「ヴェンジャンス」を撤退させるためには「シュフラン」と「ゴーロア」も砲撃に加わらなければならなかった。この日「シュフラン」は305mm砲弾30発と164mm砲弾227発を発射した。
「シュフラン」は2月25日にも同じ目標に対する砲撃に参加した。3月2日、フランス戦隊はガリポリ半島付け根のサロス湾で艦砲射撃を行った。3月7日、イギリスの戦艦部隊による要塞砲撃の際、フランス戦隊はオスマン帝国軍の砲の制圧を図った。3月11日に戦隊はサロス湾に戻り、再び砲撃を行った。
1915年3月18日、「シュフラン」はオスマン帝国軍要塞からの砲撃で損傷した。3月25日、「シュフラン」は損傷した「ゴーロア」をマルタ経由でトゥーロンまで護衛するよう命じられた。2日後、嵐に遭いナバリノ湾へ避難した。「シュフラン」は4月3日にトゥーロンに着き、5月20日まで修理がおこなわれた。修理完了後「シュフラン」はダーダネルスへ戻り、12月31日までそこに留まった。コス島のケファロスの泊地に戻った際、「シュフラン」はイギリス船「Saint Oswald」と衝突した。「Saint Oswald」は沈没し、「シュフラン」もひどく損傷した。「シュフラン」は修理のため1916年1月20日にトゥーロンに着き、4月まで修理がおこなわれた。同月、サロニカ戦線での連合国軍の作戦に対するギリシャの干渉を阻止する任務にあたる6隻の前弩級戦艦からなる戦隊に「シュフラン」は加わった。戦艦「パトリー」が修理のためトゥーロンへ向かうと、7月9日に「シュフラン」が戦隊旗艦となった。10月7日、戦艦「パトリー」、「デモクラティ」と「シュフラン」が、ギリシャ戦艦「キルキス」、「レムノス」、巡洋艦「エリ」を砲撃する準備のためEleusinaの港に入った。だが事態は平和的に解決され、フランスの戦艦は去った。
「シュフラン」は当初ビゼルトで修理を行う予定であったが、それはロリアンに変更された。11月15日に「シュフラン」は石炭補給のためビゼルトへ向かい、11月18日に到着した。ビゼルトからは11月20日に出航し、ジブラルタルへ向かった。悪天候のため到着が送れ、ジブラルタルには11月23日に着いた。石炭を補給し、翌日護衛を伴わずジブラルタルを離れた。11月26日朝、リスボン付近のポルトガルの海岸からおよそ50海里沖で「シュフラン」はドイツ潜水艦「U52」に雷撃された。魚雷は弾薬庫を誘爆させ、「シュフラン」はすぐに沈没した。乗員648人全員が死亡した。